# Gary Breen
Pour les articles homonymes, voir Breen.
Gary Patrick Breen (né le 12 décembre 1973 à Hendon, Londres) est un footballeur irlandais qui joue au poste de défenseur central.

## Biographie
Breen, qui a débuté à Charlton, a passé toute sa carrière en club en Angleterre. Il termine sa carrière à Barnet lors de la saison 2009-2010.
Il a connu 63 sélections et marqué 6 buts pour l'équipe d'Irlande entre 1996 et 2006. Il a disputé la coupe du monde 2002 où il a inscrit un but contre l'Arabie saoudite.

## Clubs
- Charlton Athletic (1990-1991)
- Maidstone United (1991-1992)
- Gillingham (1992-1994)
- Peterborough United (1994-1996)
- Birmingham City (1996-1997)
- Coventry City (1997-2002)
- West Ham United (2002-2003)
- Sunderland (2003-2006)
- Wolverhampton Wanderers (2006-2008)
- Barnet (2008-2010)

## Sources
- (en) Stephen McGarrigle, The Complete who's who of Irish international football : 1945-1996, Edimbourg, Mainstream Publishing, octobre 1996, 237 p. (ISBN 1-85158-894-9), p. 25